# جسر سيدي راشد
جسر سيدي راشد هو جسر حجري يربط بين ضفتي مدينة قسنطينة يقطع وادي الرمال، تم بنائه بين عام 1907 و1912، يعد من بين أكبر الجسور الحجرية في العالم، صنف أنه كان أكبر جسر حجري في العالم وقت بنائه.

## مواصفاته
يبلغ طول الجسر 447 متر وعرضه 12 م، ويحمله 27 قوسا، يبلغ قطر أكبرها 70 م، ويقدر علوه بـ 105 متر، بدأت حركة المرور به سنة 1912.

## إحصائيات
في عام 2010 قدرت حركة مرور المركبات 40.000 مركبة يوميا.